# Prawo i porządek: Zbrodniczy zamiar
Prawo i porządek: Zbrodniczy zamiar (ang. Law & Order: Criminal Intent) – fabularny amerykański serial telewizyjny emitowany przez NBC w latach 2001 do 2011. Serial jest drugim spin-offem serialu Prawo i porządek. Pomysłodawcami serialu są Dick Wolf i René Balcer, którzy są także producentami wykonawczymi.
Pierwsze 6 sezonów serialu było emitowane na NBC. W związku z niską oglądalnością od 7 sezonu serial został przeniesiono do USA Network.

## Fabuła
Serial opowiada o codziennej pracy nowojorskich detektywów, którzy zajmują się prowadzeniem śledztw o najwyższym priorytecie. Często odcinki serialu powstały na podstawie prawdziwych zbrodni, o których mówiły media.

## Obsada
| Kolor | Rola w serialu |
| ----- | -------------- |
|       | Główna         |
|       | Gościnna       |
|       | Bez występu    |

| Aktor                       | Postać          | zawód                           | Sezon 1 | Sezon 2 | Sezon 3 | Sezon 4 | Sezon 5 | Sezon 6 | Sezon 7 | Sezon 8 | Sezon 9 | Sezon 10 |
| --------------------------- | --------------- | ------------------------------- | ------- | ------- | ------- | ------- | ------- | ------- | ------- | ------- | ------- | -------- |
| Vincent D’Onofrio           | Robert Goren    | młodszy detektyw                |         |         |         |         |         |         |         |         |         |          |
| Kathryn Erbe                | Alexandra Eames | starszy detektyw                |         |         |         |         |         |         |         |         |         |          |
| Jamey Sheridan              | James Deakins   | kapitan                         |         |         |         |         |         |         |         |         |         |          |
| Courtney B. Vance           | Ron Carver      | zastępca prokuratora okręgowego |         |         |         |         |         |         |         |         |         |          |
| Chris Noth                  | Mike Logan      | starszy detektyw                |         |         |         |         |         |         |         |         |         |          |
| Annabella Sciorra           | Carolyn Barek   | młodszy detektyw                |         |         |         |         |         |         |         |         |         |          |
| Julianne Nicholson          | Megan Wheeler   | młodszy detektyw                |         |         |         |         |         |         |         |         |         |          |
| Eric Bogosian               | Danny Ross      | kapitan                         |         |         |         |         |         |         |         |         |         |          |
| Alicia Witt                 | Nola Falacci    | młodszy detektyw                |         |         |         |         |         |         |         |         |         |          |
| Jeff Goldblum               | Zack Nichols    | starszy detektyw                |         |         |         |         |         |         |         |         |         |          |
| Saffron Burrows             | Serena Stevens  | młodszy detektyw                |         |         |         |         |         |         |         |         |         |          |
| Mary Elizabeth Mastrantonio | Zoe Callas      | kapitan                         |         |         |         |         |         |         |         |         |         |          |
| Jay O. Sanders              | Joseph Hannah   | kapitan                         |         |         |         |         |         |         |         |         |         |          |
| Julia Ormond                | Paula Gyson     | psycholog policyjny             |         |         |         |         |         |         |         |         |         |          |